# San José de Alajuela
San José es un distrito del cantón de Alajuela, en la provincia de Alajuela, de Costa Rica.

## Geografía
San José cuenta con un área de 14.69 km² y una elevación media de 882 m s. n. m.

## Demografía
Para el último censo efectuado, en el 2022, El distrito de San José de Alajuela contaba con una población de 52 686 habitantes.

## Transporte

### Carreteras
Al distrito lo atraviesan las siguientes rutas nacionales de carretera:
- Ruta nacional 1
- Ruta nacional 3
- Ruta nacional 118
- Ruta nacional 727

### Ferrocarril
El Tren Interurbano administrado por el Instituto Costarricense de Ferrocarriles, No atraviesa este distrito.